# Stiphrometasia pavonialis
Stiphrometasia pavonialis là một loài bướm đêm trong họ Crambidae.